# DTrace
DTrace는 운영 시스템의 커널과 응용 프로그램 문제를 실시간으로 해결하기 위해 썬 마이크로시스템즈가 개발한 동적 트레이싱 프레임워크이다. 원래 솔라리스용으로 개발되었다가, 그 이후로 자유 공동 개발 및 배포 허가서(CDDL)로 출시되면서 다른 여러 유닉스 계열 운영 체제로 이식되었다.
DTrace는 메모리의 양, CPU 시간, 또 실행 중인 프로세스들이 사용하는 파일 시스템 및 네트워크 자원 등, 실행 중인 시스템의 전반적인 개요를 가져오는데 사용할 수 있다. 특정 함수가 호출된 인수의 로그라든지 특정 파일에 접근하는 프로세스의 목록과 같은 훨씬 더 자세한 정보를 제공할 수 있다.
2011년 10월 기준으로, 오라클은 DTrace를 리눅스로 이식하는 것을 발표하였으나 2014년 10월 13일 기준으로 공식적으로 이용이 불가능한 상황이다. DTrace의 비공식 리눅스 포트는 이용할 수 있으나, 라이선스 조항에 대한 변경사항은 없다.

## 명령 줄 예
하나 이상의 프로브(probe)와 액션(action)을 인수로 지정하여 DTrace 스크립트를 명령 줄에서 직접 호출할 수 있다. 일부 예는 다음과 같다:
```
# New processes with arguments

dtrace
 
-n
 
'proc:::exec-success { trace(curpsinfo->pr_psargs); }'

# Files opened by process

dtrace
 
-n
 
'syscall::open*:entry { printf("%s %s",execname,copyinstr(arg0)); }'

# Syscall count by program

dtrace
 
-n
 
'syscall:::entry { @num[execname] = count(); }'

# Syscall count by syscall

dtrace
 
-n
 
'syscall:::entry { @num[probefunc] = count(); }'

# Syscall count by process

dtrace
 
-n
 
'syscall:::entry { @num[pid,execname] = count(); }'

# Disk size by process

dtrace
 
-n
 
'io:::start { printf("%d %s %d",pid,execname,args[0]->b_bcount); }'

# Pages paged in by process

dtrace
 
-n
 
'vminfo:::pgpgin { @pg[execname] = sum(arg0); }'

```

수백 줄의 길이로 스크립트의 작성이 가능하지만 일반적으로 고급 문제 해결 및 분석에는 수십 줄이 필요하다. 200개 이상의 오픈 소스 DTrace 스크립트의 예제를 DTraceToolkit에서 볼 수 있으며, 이는 DTrace 책의 저자 Brendan Gregg가 만든 것으로), 문서와 각각의 증명 결과도 제공한다.

## 같이 보기
- ftrace
- ktrace
- Ltrace
- Strace
- SystemTap
- Sysdig
- LTTng
- IBM ProbeVue

### 내용주
1. ↑  “Trying out dtrace”. 《oracle.com》.
2. ↑  http://www.slideshare.net/brendangregg/from-dtrace-to-linux Published on Oct 13, 2014 (slide 28)
3. ↑  https://github.com/dtrace4linux/linux
4. ↑  “DTraceToolkit”. en:Brendan Gregg. 2014년 6월 8일에 확인함.
5. ↑  “DTrace: Dynamic Tracing in Oracle Solaris, Mac OS X and FreeBSD”. Safari Books. 2011년 4월 6일에 원본 문서에서 보존된 문서. 2011년 1월 3일에 확인함.